# Americijum(II) bromid
Americijum(II) bromid ili americijum dibromid je hemijsko jedinjenje koje se sastoji od americijuma i broma sa formulom AmBr2.